# Ху Цзіньтао
Ху́ Цзіньта́о (спрощ.: 胡锦涛; кит. трад.: 胡錦濤; піньїнь: Hú Jǐntāo; нар. 21 грудня 1942) — державний діяч Китайської Народної Республіки, голова КНР від березня 2003 до 2013 року, Генеральний секретар ЦК Комуністичної партії Китаю від 15 листопада 2002 до 15 листопада 2012 року, голова Центральної військової ради КНР від березня 2005, голова Центральної військової ради ЦК КПК від вересня 2004 до 15 листопада 2012 року.
Національність — хань.

## Життєпис
Попри те, що батько Ху Цзіньтао був власником невеликого бізнесу з продажу чаю, його сім'я була досить бідною. Коли Ху Цзіньтао було сім років, померла його мати, і його вихованням надалі займалася тітка. Під час Культурної революції батько Ху Цзіньтао зазнав переслідувань.
У школі Ху Цзіньтао був талановитим учнем, особливий хист мав до танців і співів.
У 1959-1964 роках Ху Цзіньтао навчався на факультеті гідротехніки Політехнічного інституту Цінхуа в Пекіні. Отримавши диплом, він залишився в інституті, провадив науково-дослідницьку роботу, був політичним керівником факультету гідротехніки. Культурна революція перервала його кар'єру, й від 1968 року Ху Цзіньтао був змушений працювати простим робітником у будівельній бригаді. Однак за кілька років йому вдалося зайняти місце заступника секретаря об'єднаної партійної організації Міністерства водного господарства й електроенергетики.
1974 року Ху Цзіньтао запросили на роботу в комсомол, де він спочатку обіймав різні посади в Комуністичному комітеті молоді Китаю (ККМК) у провінції Ганьсу. За кілька років він очолив провінційний комітет комсомолу Ганьсу. Ху Цзіньтао привернув до себе увагу Ху Яобана, який за дорученням Ден Сяопіна придивлявся до молодих комуністів і висував їх на керівну роботу. 1981 року Ху Яобан зайняв пост Голови ЦК КПК й рекомендував Ху Цзіньтао на роботу в центральні комсомольські органи. 1982 року Ху Цзіньтао був обраний членом, потім першим секретарем ЦК КСМК і головою Всекитайської федерації молоді (ВФМ).
1985 року Ху Цзіньтао перейшов на роботу до партійних органів й очолив провінційний комітет КПК в Ґуйчжоу. 1988 року отримав пост секретаря комітету Тибетського автономного району (коли центральне керівництво КНР наводило там порядок у зв'язку з виступами сепаратистів). 1989 року в Пекіні спалахнули події на площі Тяньаньмень, причиною яких уважали ліберальну політику Ху Яобана. Ху Цзіньтао першим з місцевих лідерів відкрито висловив підтримку діям армії у придушенні студентських заворушень. Після відставки Ху Яобана йому вдалось зберегти свою посаду.
1992 року Ху Цзіньтао почав працювати в центральних партійних органах — його було обрано членом Постійного комітету Політбюро і Секретаріату ЦК КПК. Від 1993 року отримав посаду ректора Партійної школи при ЦК КПК. Цзян Цземінь, який очолював Китай у 1990-х роках, скористався підтримкою Ху Цзіньтао в протистоянні із впливовим у керівництві КПК так званим шанхайським угрупованням. Поступово Ху Цзіньтао висунувся на роль другої особи в Китаї. 1998 року він був обраний заступником голови КНР, а наступного року — заступником голови Центральної військової ради ЦК КПК і КНР. Очолював антиамериканський рух протесту після атаки літаків США на китайське посольство в Белграді.

### На чолі КНР
Ху Цзіньтао — представник так званого «четвертого покоління» китайських керівників (перше — Мао Цзедун, друге — Ден Сяопін, третє — Цзян Цземінь).
Перехід владних повноважень до того покоління почався в листопаді 2002 року, коли Ху Цзіньтао замінив Цзян Цземіня на посту генерального секретаря ЦК КПК. У березні 2003 року його було обрано на пост голови КНР, а в вересні 2004 — головою Центральної військової ради (ЦВР) ЦК КПК. Раніше всі ті посади обіймав Цзян Цземінь. 8 березня 2005 року сесія китайського парламенту (Всекитайських зборів народних представників) схвалила прохання Цзян Цземіня про відставку з посту голови Центральної військової ради КНР. Пізніше ту посаду також зайняв Ху Цзіньтао, що завершило процес зміни влади у вищому керівництві країни.
Ху Цзіньтао вважають реформатором, як і його попередника. Суперництво між ними пояснювалось не тільки боротьбою за владу, а й розбіжностями з тактичних питань: зокрема, команда Ху Цзіньтао та прем'єр-міністра Вень Цзябао виступала за стримування інвестицій в галузі, що розвиваються занадто бурхливо (виробництво сталі й автомобілебудування) оскільки вони побоюються, що «перегрів» окремих секторів економіки може призвести до її краху. Однак такі кроки наразились на серйозний опір «шанхайців».
Прийшовши до влади, Ху Цзіньтао створив собі імідж «народного керівника». 2003 року він проголосив принцип: «Використовуй владу заради народу, проявляй турботу до народу і досягай користі для народу».
За Цзян Цземіня приватним підприємцям було дозволено вступати до лав КПК. Водночас Китай під його керівництвом був більш схильним застосувати військову силу до Тайваню у випадку проголошення тим незалежності. Команда Ху Цзіньтао, не налаштована визнавати незалежність острова, разом із тим воліла вибудовувати відносини з Республікою Китай не на основі погроз, а на базі взаємовигідного економічного співробітництва.
Західні експерти вважають Ху Цзіньтао прихильником «соціалістичної демократії». Однак у своєму виступі на вересневому (2004) пленумі ЦК КПК він дав зрозуміти, що найближчим часом введення альтернативних і прямих виборів в парламент очікувати не слід, а самі ВЗНП повинні «свідомо визнати керівництво партії». Ху Цзіньтао впевнений у незастосуванні в Китаї поділу влади чи демократичних виборів.
30 серпня 2007 року під час 29-ї сесії Постійного комітету Всекитайських зборів народних представників (ВЗНП) 10-го скликання відбулась чергова масштабна перестановка в китайському керівництві. У відставку були відправлені три ключові постаті — міністр держбезпеки Сюн Юн'юе, міністр кадрів Чжан Болінь та голова комітету оборонної промисловості Чжан Юньчуань. Новопризначені міністри — держбезпеки Ген Хуейчен, кадрів Інь Веймінь — та голова комітету оборонної промисловості Чжан Цинвей, а також міністр контролю Ма Вень — порівняно молоді, досягли піка кар'єри в роки, коли Китаєм почав керувати Ху Цзіньтао, не мали тісних зв'язків із «шанхайським кланом» і є вихідцями зі столичної провінції Хебей. Уважається, що здійснивши такі зміни в керівному складі основних силових відомств і поставивши туди лояльних собі людей, Ху Цзіньтао істотно зміцнив свої позиції напередодні з'їзду КПК в жовтні 2007.

### Підсумки правління
15 листопада 2012 року на 18-му з'їзді Компартії Китаю наступником Ху Цзіньтао на посаді генсека був обраний Сі Цзіньпін.
За правління Ху Цзіньтао країна сягнула значних економічних успіхів: за десять років його головування в партії Китай перетворився на другу економіку світу. Ху Цзіньтао передав спадкоємцям країну більш заможну, але й водночас більш проблемну.
Навіть на тлі світової фінансової кризи зростання ВВП Китаю становило 10 %.
У відносинах із США період його правління позначився «торговельними війнами».

## Нагороди
- Кавалер ордена князя Ярослава Мудрого I ступеня (Україна, 2010)[4]